# Beretta Modelo 38
El MAB 38 (siglas de Moschetto Automatico Beretta), y sus variantes, fueron unos subfusiles estándar fabricados por la empresa armamentística italiana Beretta y usados por el Ejército Italiano durante la Segunda Guerra Mundial. El MAB 1938A entró en servicio en 1938 y también fue empleado por los ejércitos de Alemania, Argentina y Rumania.

## Historia y desarrollo
Las raíces del MAB se encuentran en los subfusiles automáticos producidos por Beretta en 1918 y 1930, y que, aunque no fueron adoptados por el Regio Esercito, habían mostrado excelentes características generales, por lo que la firma Gardone Val Trompia creía firmemente en la validez del proyecto. Además, el mercado de los años 1930 exigía insistentemente las armas de esta categoría, como los diversos MP28 y MP34 alemanes, además del estadounidense Thompson M1928, fueron muy vendidos.
Diseñado por Tulio Marengoni en 1935, el Modelo 38A (M38) fue desarrollado a partir del Modelo 18, que a su vez era un derivado de la ametralladora ligera Villar-Perosa de la Primera Guerra Mundial. Es ampliamente reconocido como el arma ligera italiana más efectiva y exitosa de la Segunda Guerra Mundial. 

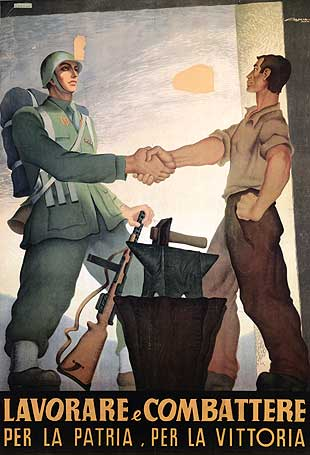
«Trabaja y combate por la Patria, por la Victoria». Cartel de propaganda italiana en la Segunda Guerra Mundial en el que aparece una MAB 38.

La limitada capacidad industrial de Italia en la Segunda Guerra Mundial no era un verdadero obstáculo para el desarrollo de armas ligeras avanzadas y efectivas, ya que en aquel entonces las armas necesitaban grandes cantidades de horas-hombre artesanales y semiartesanales para ajustarlas y hacerlas fiables. Los armeros italianos se destacaban por esto y la lenta producción inicial hizo que los subfusiles solamente estén disponibles en gran número en 1943, cuando el régimen fascista fue derrocado e Italia se encontraba dividida entre fuerzas cobeligerantes con los Aliados y los colaboracionistas de la República Social Italiana. Durante 1941 y 1942, esta arma estaba disponible exclusivamente para los paracaidistas, Camisas Negras, tanquistas y Carabinieri militares, ya que todos ellos necesitaban una gran cantidad de fuego en combates prolongados o para mantener la superioridad en combates a corta distancia. El paracaidista estándar de la 185 División Aerotransportada Folgore iba únicamente armado con este subfusil, obteniendo su unidad importantes victorias. Igualmente, las legiones de Camisas Negras (una en cada división de infantería) eran consideradas y empleadas como unidades de asalto de elite tanto por su fanatismo como por su armamento, en el cual el Beretta 38A era numeroso. A pesar de las tablas de organización y pertrechos de cualquier unidad, el Beretta 38A fue un arma popular que eventualmente acabó en manos de casi cualquier soldado, especialmente entre oficiales y suboficiales de alto rango de la infantería ligera Bersaglieri, artillería y unidades blindadas. Sin embargo, este subfusil era escaso en la infantería y los Alpini.    
Italia desarrolló un chaleco portacargadores especial para las tropas de elite (Camisas Negras, paracaidistas) armadas con el Beretta 38A; estos chalecos fueron apodados "samurai" debido al parecido de los cargadores apilados con la armadura tradicional japonesa. Sin embargo, solamente fueron empleados durante la corta existencia de la República Social Italiana y para entonces los emplearon diferentes unidades cuyo estatus de "elite" no era totalmente justificado (tales como las Brigadas Negras y otras milicias). 
Los subfusiles M38 eran sumamente robustos y demostraron ser muy populares, tanto entre las fuerzas del Eje como entre los soldados Aliados que empleaban ejemplares capturados. Varios soldados alemanes, inclusive unidades de elite como el Waffen-SS y los Fallschirmjäger, preferían emplear el Beretta 38 en combate. Al disparar una versión italiana con mayor carga propulsora del cartucho 9 x 19 Parabellum, el Cartuccia Modello 38, el Beretta 38 era preciso a mayores distancias que otros subfusiles. En lugar de un selector de fuego, empleaba dos gatillos: uno para fuego semiautomático y otro para fuego automático. El Modelo 38 tenía una culata y un guardamano de madera, medía 800 mm, pesaba unos 3,3 kg estando cargado y su alcance era de 200 metros.

## Variantes

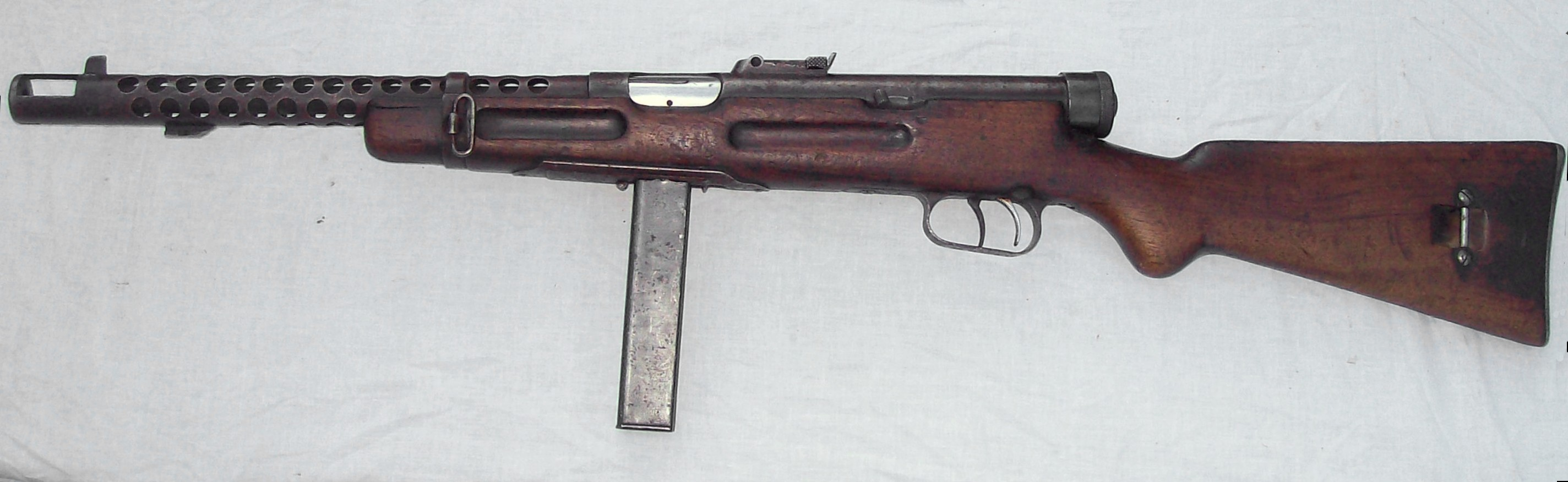
MAB 38.

El Modelo 1938A es reconocible por su fino acabado y la camisa de enfriamiento perforada alrededor del cañón. Fue producido desde 1938 hasta 1950. Empleaba cargadores de 10, 20, 30 o 40 balas y tenía una cadencia de 600 disparos por minuto. El cargador corto de 10 balas, al ser empleado junto a la bayoneta, era popular entre las tropas Aliadas y del Eje para vigilar prisioneros o en misiones de seguridad interna.
A pesar de su probada efectividad, el Beretta Modelo 38 demostró ser demasiado costoso y complejo para ser producido en tiempos de guerra. Marengoni diseñó un modelo simplificado en el cual se eliminaron la camisa de enfriamiento y el tope de la bayoneta, mientras que el percutor móvil fue reemplazado por uno fijo tallado en la cara del cerrojo. El nuevo modelo fue denominado Modelo 38/42 y se produjo en dos versiones desde finales de 1942 hasta 1945. Inicialmente equipado con un cañón con entalles para reducir peso, el entallado fue eliminado posteriormente para reducir el tiempo de producción y la versión con cañón liso fue denominada Modelo 38/43. Los subfusiles Modelo 38/42 y 38/43 disparaban el cartucho 9 x 19 con una cadencia de 500 balas por minuto. Los MAB 38/42 y 38/43 fueron rápidamente adoptados por el Ejército alemán con la denominación MP.738.
El Modelo 38/44, a pesar de su denominación, de hecho fue producido desde finales de 1945 hasta 1949. Era una revisión menor del 38/42, en la cual el cerrojo fue simplificado y un muelle recuperador de gran diámetro era empleado en lugar del muelle guiado para agilizar la producción. El 38/44 también fue adoptado por el Ejército alemán como el MP.739. Una variante del Modelo 38/44 fue equipada con una culata plegable como la del MP40 y fue denominada Modelo 38/44 Especial, también conocida como Modelo 2. Tras la derrota de Alemania en la Segunda Guerra Mundial, el 38/44 continuó siendo producido de forma ligeramente revisada como el Modelo 4. Luego de la muerte de Marengoni, el ingeniero de Beretta Domenico Salza revisó el sistema del seguro del Modelo 4, dando lugar al Modelo 5. El Modelo 5 fue producido para el Ejército italiano y la policía, al igual que las fuerzas armadas de varios países hasta 1961, cuando su producción cesó en favor del moderno subfusil compacto Beretta M12.

## Usuarios

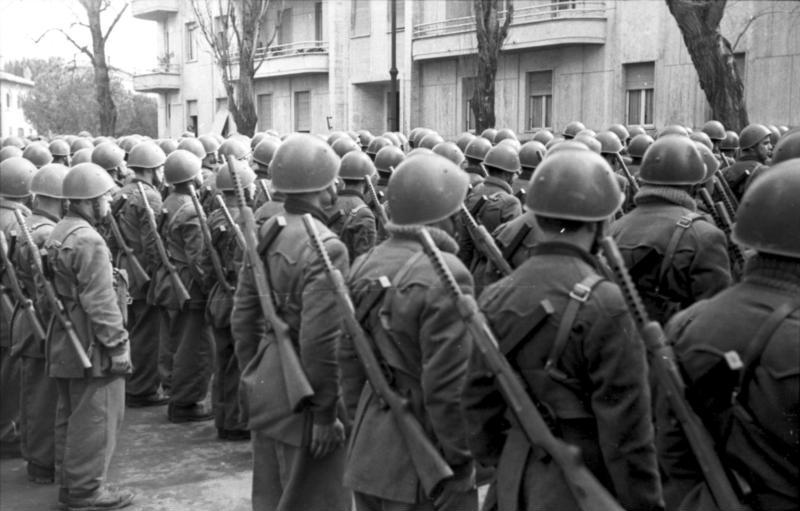
Roma, enero de 1944: el Batallón Barbarigo de la Xa Flottiglia MAS desplegado para la llamada a filas. Todos los soldados están armados con el MAB 38A.

- Albania: capturado por los partisanos albaneses en grandes cantidades durante la guerra
- Argelia: usado por el Armée de Libération Nationale[12]
- Costa Rica:[13] Modelos 38/44 y 38/49[8][14]
- República Dominicana:[13] Modelo 38/49[14]
- Japón: 350 pedidos y entregados 50 en 1943.[15]
- Egipto: Modelos 38/42 and 38/49[16]
- Etiopía[13]
- Finlandia: excedente italiano de MP38 comprados en 1958.[17]
- Alemania nazi[18]
- Alemania Occidental: MP38 / 49 (Modelo 4) y Modelo 5, identificados como el MP1. Utilizado por Bundeswehr (hasta 1959) y Bundesgrenzschutz (reemplazado a finales de la década de 1960)[19][20]
- Indonesia: variante del MP1938/49.[14] Desplegado durante la Operación de las Naciones Unidas en el Congo.[21]
- Irán[19]
- Irak: Modelo 38/44[8]
- Italia[2]
  -  Italia República Social Italiana[22]
  -  Resistencia italiana[19]
- Libia[23]
- Marruecos[13]
- Somalia: uilizado por los rebeldes del Frente de Liberación de Somalia Occidental durante la Guerra de Ogaden.[24]
- Pakistán Modelo 38/44[8][19]
- Rumania: ordenaron 5,000 unidades en 1941 y entregadas durante 1942.[18][25] Recibieron tanto el modelo 38A como el 38/42.[19][26]
- Siria[19]
  -  Siria Coalición Nacional Siria[27]
- Tailandia: Modelo 38/49[14]
- Túnez: Modelo 38/49[14]
- Yemen:[13] Modelo 38/49[14]
- Yugoslavia: capturados en grandes cantidades.[28]